# Un posto chiamato qui
Un posto chiamato Qui (A Place Called Here) è un romanzo di Cecelia Ahern.

## Trama
Una sua compagna di classe scompare nel nulla e così Sandy, protagonista del romanzo, ha ormai l'ossessione di perdere cose e persone e per questo rifiuta ogni sorta di legame. Forse è proprio questo il motivo per cui ha deciso di dedicare la sua vita alla ricerca delle persone scomparse e dare un po' di speranza ai familiari degli scomparsi. Ma un giorno facendo jogging arriva in un sentiero poco conosciuto ritrovandosi in un luogo magico ma, che al tempo stesso, sembra reale, dove trova tutte le persone scomparse, gli odori persi, i ricordi passati e proprio lì dimentica di cercare se stessa. Adesso lontana dai suoi affetti vuole disperatamente ritornare indietro e così capisce, che stavolta è lei stessa che deve essere cercata.

## Edizioni
- Un posto chiamato qui, traduzione di Marcella Maffi, Milano, Biblioteca Universale Rizzoli, 2009, ISBN 978-8817030939, OCLC 956205903.